# Смоквица (општина)
Смоквица је насељено место и седиште општине на острву Корчули, Дубровачко-неретванска жупанија, Република Хрватска.

## Историја
До територијалне реорганизације у Хрватској налазила се у саставу старе општине Корчула.

## Становништво
На попису становништва 2011. године, општина, одн. насељено место Смоквица је имало 916 становника.

### Општина Смоквица
| Број становника по пописима | Број становника по пописима | Број становника по пописима | Број становника по пописима | Број становника по пописима | Број становника по пописима | Број становника по пописима | Број становника по пописима | Број становника по пописима | Број становника по пописима | Број становника по пописима | Број становника по пописима | Број становника по пописима | Број становника по пописима | Број становника по пописима | Број становника по пописима |
| --------------------------- | --------------------------- | --------------------------- | --------------------------- | --------------------------- | --------------------------- | --------------------------- | --------------------------- | --------------------------- | --------------------------- | --------------------------- | --------------------------- | --------------------------- | --------------------------- | --------------------------- | --------------------------- |
| 1857.                       | 1869.                       | 1880.                       | 1890.                       | 1900.                       | 1910.                       | 1921.                       | 1931.                       | 1948.                       | 1953.                       | 1961.                       | 1971.                       | 1981.                       | 1991.                       | 2001.                       | 2011.                       |
| 496                         | 496                         | 522                         | 659                         | 840                         | 986                         | 1.187                       | 1.120                       | 1.160                       | 1.210                       | 1.137                       | 1.052                       | 1.002                       | 1.125                       | 1.012                       | 916                         |

Напомена: Настала из старе општине Корчула.

### Смоквица (насељено место)
| Број становника по пописима | Број становника по пописима | Број становника по пописима | Број становника по пописима | Број становника по пописима | Број становника по пописима | Број становника по пописима | Број становника по пописима | Број становника по пописима | Број становника по пописима | Број становника по пописима | Број становника по пописима | Број становника по пописима | Број становника по пописима | Број становника по пописима | Број становника по пописима |
| --------------------------- | --------------------------- | --------------------------- | --------------------------- | --------------------------- | --------------------------- | --------------------------- | --------------------------- | --------------------------- | --------------------------- | --------------------------- | --------------------------- | --------------------------- | --------------------------- | --------------------------- | --------------------------- |
| 1857.                       | 1869.                       | 1880.                       | 1890.                       | 1900.                       | 1910.                       | 1921.                       | 1931.                       | 1948.                       | 1953.                       | 1961.                       | 1971.                       | 1981.                       | 1991.                       | 2001.                       | 2011.                       |
| 496                         | 496                         | 522                         | 659                         | 840                         | 986                         | 1.187                       | 1.120                       | 1.160                       | 1.210                       | 1.137                       | 1.052                       | 1.002                       | 1.125                       | 1.012                       | 916                         |

### Попис 1991.
На попису становништва 1991. године, насељено место Смоквица је имало 1.125 становника, следећег националног састава:
| Попис 1991.‍   | Попис 1991.‍  | Попис 1991.‍ | Попис 1991.‍ | Попис 1991.‍ |
| ------------- | ------------ | ----------- | ----------- | ----------- |
|               |              |             |             |             |
| Хрвати        | Хрвати       |             | 1.078       | 95,82%      |
| Југословени   | Југословени  |             | 5           | 0,44%       |
| Срби          | Срби         |             | 4           | 0,35%       |
| Словенци      | Словенци     |             | 3           | 0,26%       |
| Мађари        | Мађари       |             | 1           | 0,08%       |
| Македонци     | Македонци    |             | 1           | 0,08%       |
| Муслимани     | Муслимани    |             | 1           | 0,08%       |
| Пољаци        | Пољаци       |             | 1           | 0,08%       |
| Русини        | Русини       |             | 1           | 0,08%       |
| Чеси          | Чеси         |             | 1           | 0,08%       |
| остали        | остали       |             | 2           | 0,17%       |
| неопредељени  | неопредељени |             | 9           | 0,80%       |
| регион. опр.  | регион. опр. |             | 1           | 0,08%       |
| непознато     | непознато    |             | 17          | 1,51%       |
| укупно: 1.125 |              |             |             |             |

## Мапа
- https://maps.google.com/maps?ll=42.928611,16.893889&q=loc:42.928611,16.893889&hl=en&t=h&z=15

## Фотографије
- https://web.archive.org/web/20140119111506/http://www.panoramio.com/map/#lt=42.928637&ln=16.894008&z=4&k=2&a=1&tab=1&pl=all